# Michel Pauly
Michel Bernard Lucien Pauly (* 12. Juni 1952 in Luxemburg) ist ein luxemburgischer Historiker.

## Leben
Michel Pauly studierte von 1971 bis 1976 Geschichte, Romanistik und Politikwissenschaft am Centre Universitaire in Luxemburg und an der Universität Tübingen. 1990 wurde er an der Universität Trier bei Franz Irsigler promoviert mit einer Studie über Die Stadt Luxemburg im späten Mittelalter. Die Dissertation wurde 1991 mit dem Förderpreis des Freundeskreises der Trierer Universität ausgezeichnet. Bis 1999 war er in Luxemburg als Gymnasiallehrer tätig. 1998 übernahm er einen Lehrauftrag, seit 2002 als Assistenzprofessor, am Centre Universitaire, das 2003 in der Universität Luxemburg aufgegangen ist. Er habilitierte sich 2005 mit der Arbeit Hospitäler zwischen Maas und Rhein im Mittelalter an der Universität Trier.
Michel Pauly ist Experte für Mittelalterliche Geschichte, Geschichte des Hospizwesens und für Luxemburger Regionalgeschichte. Er gründete 1972 die Zeitschrift Forum für Politik, Gesellschaft und Kultur. Er ist Präsident des Centre Luxembourgeois de Documentation et d’Études Médiévales (CLUDEM), wo er unter anderem die Bibliographie zur Städtegeschichte Luxemburgs betreut. Seit 2002 ist er Generalsekretär der Internationalen Kommission für Städtegeschichte. Er ist Mitglied der Kommission für Saarländische Landesgeschichte.
Zwischen 1988 und 2002 hat Michel Pauly maßgeblich an dem Großprojekt der Deutschen Forschungsgemeinschaft Zwischen Maas und Rhein. Beziehungen, Begegnungen und Konflikte in einem europäischen Kernraum von der Spätantike bis zum 19. Jahrhundert mitgewirkt. Als Anerkennung für diese und andere Forschungsarbeiten verlieh ihm der Landschaftsverband Rheinland 2006 den Rheinlandtaler.

## Schriften (Auswahl)
Monographien
- Luxemburg im späten Mittelalter. Linden, Luxemburg 1992/94.

1. Verfassung und politische Führungsschicht der Stadt Luxemburg im 13.–15. Jahrhundert (= Publications de la Section historique de l'Institut grand-ducal. Bd. 107; = Publication du CLUDEM. Bd. 3). 1992, ISBN 978-2-91997900-4.
2. Weinhandel und Weinkonsum (= Publications de la Section historique de l’Institut grand-ducal. Bd. 109; = Publication du CLUDEM. Bd. 5). 1994, ISBN 978-2-91997902-8.

- mit Michel Margue: Das Leben in der mittelalterlichen Stadt. Materialien für den projektorientierten Geschichtsunterricht. MEN, Luxemburg 1992.

1. Lehrerheft.
2. Schülerheft.

- mit Ady Christoffel und Robert Laures: Éducation civique et connaissance du monde (= ED/EST. Bd. 156). Luxemburg 1997/1998.
- mit Paul Beusen und Hans Rombaut: Bibliographie d’histoire des villes de Belgique et du Grand-Duché de Luxembourg. Crédit Communal, Brüssel 1998, ISBN 978-2-87193241-3.
- mit Hans-Joachim Kenn und Jean-Paul Lacroix: Luxemburg, Metz und Trier. Mittelalterliche Rundgänge (= Stadtrundgänge. Bd. 2). Musée d’Histoire de la Ville de Luxembourg, Luxemburg 1998, ISBN 978-2-91987810-9.
- Hospitäler zwischen Maas und Rhein im Mittelalter. Typologische, topographische, funktionale und spirituelle Aspekte. Steiner, Stuttgart 2007, ISBN 978-3-515-08950-0 (zugl. Habilitationsschrift, Luxemburg/Trier 2004).
- Geschichte Luxemburgs. Beck, München 2011, ISBN 978-3-406-6222-50 (Rezension von Renée Wagener).

Herausgeberschaften
- Johann der Blinde. Graf von Luxemburg, König von Böhmen, 1296–1346 (= Publication du CLUDEM. Bd. 14). Universität, Luxemburg 1997, ISBN 978-2-91997911-0.
- mit Michel Margue: Der Weg zur Kaiserkrone. Der Romzug Heinrichs VII. in der Darstellung Erzbischof Balduins von Trier (= Publication du CLUDEM. Bd. 24). Kliomedia, Trier 2009, ISBN 978-3-89890-140-6.
- Sigismund von Luxemburg. Ein Kaiser in Europa. Von Zabern, Mainz 2006, ISBN 978-3-80533625-3.
- Europäische Governance im Spätmittelalter. Heinrich VII. von Luxemburg und die großen Dynastien Europas (= Publication du CLUDEM. Bd. 27). Universität, Luxemburg 2010, ISBN 978-2-91997922-6.